# 安藤宏三
安藤 宏三（あんどう こうぞう、1940年6月20日 - 2003年10月8日）は、日本の剣道家。段位は教士八段。早稲田大学卒業。岐阜県大垣市生まれ。

## 書籍
- 剣豪への道 剣道入門（1971年3月、東京書店、ISBN 978-4885746543） - 大島宏太郎共著
- 絵説 剣道独習教本（1974年、東京書店） - 大島宏太郎共著
- スポーツシリーズ 図解コーチ 練習プログラム 剣道（1987年7月、成美堂出版、ISBN 978-4415003832）
  - 改定新版（1995年9月、成美堂出版、ISBN 978-4415004877）
- SPORTS LESSON SERIES 目でみる剣道上達法 (1987年11月、成美堂出版、ISBN 978-4415011929）
- グラフィック剣道: 基本から攻防の戦術まで（1987年12月、大修館書店、ISBN 978-4469261363） - 百鬼史訓、小沢博共著